# Kramim
Kramim (hebrejsky כְּרָמִים, doslova „Vinice“ [plurál], v oficiálním přepisu do angličtiny Keramim) je vesnice typu kibuc v Izraeli, v Jižním distriktu, v Oblastní radě Bnej Šim'on.

## Geografie
Leží v nadmořské výšce 403 metrů na pomezí severní části pouště Negev a jižního okraje Judských hor respektive jejich části, která je nazývána Hebronské hory (Har Chevron). Jde o aridní oblast, která jen v některých lokalitách v okolí kibucu má díky trvalému zavlažování ráz zemědělsky využívané oázy. Západně od vesnice byl vysázen les Sansana. Krajina má zvlněný reliéf, kterým prostupují četná vádí. Západně od kibucu je to například vádí Nachal Sansana.
Obec se nachází 50 kilometrů od břehu Středozemního moře, cca 83 kilometrů jihovýchodně od centra Tel Avivu, cca 57 kilometrů jihozápadně od historického jádra Jeruzalému a 15 kilometrů severovýchodně od města Beerševa.
Kramim obývají Židé, přičemž osídlení v tomto regionu je etnicky smíšené. 2 kilometry na východě leží židovské město Mejtar, na jižní a jihozápadní straně se ovšem rozkládají arabské (beduínské) osídlení (města Lakija a Chura). Navíc leží kibuc jen 1 kilometr od Zelené linie oddělující Izrael v jeho mezinárodně uznávaných hranicích od Západního břehu Jordánu s převážně arabskou (palestinskou) populací. Počátkem 21. století byla kibuc pomocí projektu Izraelské bezpečnostní bariéry fyzicky oddělen od palestinských oblastí na Západním břehu Jordánu. Dle stavu z roku 2008 již byl přilehlý úsek bariéry zbudován. Probíhá víceméně podél Zelené linie.
Kramim je na dopravní síť napojen pomocí dálnice číslo 60.

## Dějiny
Kramim byl založen v roce 1980. Zpočátku musela jeho populaci posílit skupina členů polovojenských jednotek Nachal. Velká část z nich se zde ale trvale neusadila.
Místní ekonomika je založena na zemědělství (pěstování révy, tropického ovoce, chov drůbeže) a průmyslu. Rozvíjí se turistický ruch. Kibuc prošel privatizací a zbavil se prvků kolektivismu ve svém hospodaření. V obci funguje mateřská škola, sportovní areály, obchod se smíšeným zbožím, společná jídelna a synagoga. Vesnice plánuje stavební expanzi.

## Demografie
Obyvatelstvo kibucu je sekulární. Podle údajů z roku 2014 tvořili naprostou většinu obyvatel v Kramim Židé (včetně statistické kategorie "ostatní", která zahrnuje nearabské obyvatele židovského původu ale bez formální příslušnosti k židovskému náboženství).
Jde o menší obec vesnického typu s populací, která po dlouhodobé stagnaci od roku 2008 rychle roste. K 31. prosinci 2014 zde žilo 310 lidí. Během roku 2014 populace stoupla o 7,3 %.
| Rok            | 1983 | 1995 | 2001 | 2003 | 2004 | 2005 | 2006 | 2007 | 2008 | 2009 | 2010 | 2011 | 2012 | 2013 | 2014 |
| -------------- | ---- | ---- | ---- | ---- | ---- | ---- | ---- | ---- | ---- | ---- | ---- | ---- | ---- | ---- | ---- |
| Počet obyvatel | 28   | 49   | 85   | 80   | 75   | 78   | 75   | 85   | 132  | 188  | 191  | 216  | 268  | 289  | 310  |